# Sandro Floris
Sandro Floris (Cagliari, 12 giugno 1965) è un ex velocista italiano.

## Biografia
A livello individuale è stato campione europeo nei 200 metri agli Europei indoor di Glasgow nel 1990 e medaglia di bronzo ai Giochi del Mediterraneo di Atene nel 1991, sempre nei 200 metri.
Tre volte medaglia di bronzo in manifestazioni internazionali di atletica leggera con la staffetta azzurra, per la precisione agli Europei 1990 a Spalato, agli Europei 1994 ad Helsinki, ai Mondiali 1995 a Göteborg e due volte oro ai Giochi del Mediterraneo.
Ha partecipato a due edizioni dei Giochi olimpici, due dei Campionati del mondo ed altrettante dei Campionati europei ove fu 8º a Spalato nel 1990 nei 200 metri.
Due volte campione italiano outdoor con 21"89 nel 1989 sui 200 m e con 10"41 nel 1994 sui 100 m, vanta anche un titolo italiano indoor sui 200 m.

## Palmarès
| Anno | Manifestazione          | Sede     | Evento      | Risultato  | Prestazione | Note |
| ---- | ----------------------- | -------- | ----------- | ---------- | ----------- | ---- |
| 1988 | Giochi olimpici         | Seul     | 4×100 metri | 5º         | 38"54       |      |
| 1989 | Mondiali indoor         | Budapest | 200 metri   | 4º         | 21"31       |      |
| 1989 | Europei indoor          | L'Aia    | 200 metri   | 5º         | 21"41       |      |
| 1990 | Europei indoor          | Glasgow  | 200 metri   | Oro        | 21"01       |      |
| 1990 | Europei                 | Spalato  | 200 metri   | 8º         | 20"84       |      |
| 1990 | Europei                 | Spalato  | 4×100 metri | Bronzo     | 38"39       |      |
| 1991 | Mondiali indoor         | Siviglia | 200 metri   | semifinale | 21"17       |      |
| 1991 | Giochi del Mediterraneo | Atene    | 100 metri   | Bronzo     | 20"96       |      |
| 1991 | Giochi del Mediterraneo | Atene    | 4×100 metri | Oro        | 39"18       |      |
| 1991 | Mondiali                | Tokyo    | 100 metri   | batteria   | 21"10       |      |
| 1991 | Mondiali                | Tokyo    | 4×100 metri | 5º         | 38"52       |      |
| 1994 | Europei                 | Helsinki | 4×100 metri | Bronzo     | 38"99       |      |
| 1995 | Mondiali                | Göteborg | 4×100 metri | Bronzo     | 39"07       |      |
| 1996 | Giochi olimpici         | Atlanta  | 200 metri   | batteria   | 21"01       |      |
| 1996 | Giochi olimpici         | Atlanta  | 4×100 metri | batteria   | NF          |      |
| 1997 | Giochi del Mediterraneo | Bari     | 4×100 metri | Oro        | 38"61       |      |

## Campionati nazionali
1987
- Bronzo ai campionati italiani assoluti, 200 m piani - 21"17

1989
- Oro ai campionati italiani assoluti, staffetta 4x200 m - 1'22"72